# Ү
Ue hay U thẳng (Ү ү, chữ nghiêng: Ү ү) là một chữ cái trong bảng chữ cái Kirin. Nó là một dạng của chữ cái Kirin U (У у У у) với một đường gạch thẳng đứng ở giữa, thay vì một đường chéo ở giữa. Trong khi chữ cái Kirin U giống với chữ cái Latinh Y viết thường (y), thay vào đó, Ue sử dụng hình dạng của chữ cái Latinh Y viết hoa (Y), với mỗi chữ cái được đặt cao hơn hoặc thấp hơn cho mỗi dạng chữ của nó. Dạng chữ thường giống với dạng chữ thường của chữ cái Hy Lạp Gamma.
Ue được sử dụng bảng chữ cái tiếng Bashkir, tiếng Buryat, tiếng Kalmyk, tiếng Kazakh, tiếng Kyrgyz, tiếng Mông Cổ, tiếng Turkmen, tiếng Tatar và các ngôn ngữ khác. Nó thường đại diện cho các âm /y/ và /ʏ/, ngoại trừ trong tiếng Mông Cổ nó đại diện cho âm /u/. Ở tiếng Tuva và tiếng Kyrgyz, chữ cái Kirin này có thể được viết dưới dạng nguyên âm đôi.

## Mã máy tính
| Kí tự               | Ү                                  | Ү                                  | ү                                | ү                                |
| ------------------- | ---------------------------------- | ---------------------------------- | -------------------------------- | -------------------------------- |
| Tên Unicode         | CYRILLIC CAPITAL LETTER STRAIGHT U | CYRILLIC CAPITAL LETTER STRAIGHT U | CYRILLIC SMALL LETTER STRAIGHT U | CYRILLIC SMALL LETTER STRAIGHT U |
| Mã hóa ký tự        | decimal                            | hex                                | decimal                          | hex                              |
| Unicode             | 1198                               | U+04AE                             | 1199                             | U+04AF                           |
| UTF-8               | 210 174                            | D2 AE                              | 210 175                          | D2 AF                            |
| Tham chiếu ký tự số | &#1198;                            | &#x4AE;                            | &#1199;                          | &#x4AF;                          |